# Forbesomyia atra
Forbesomyia atra är en tvåvingeart som beskrevs av Malloch 1914. Forbesomyia atra ingår i släktet Forbesomyia och familjen gallmyggor. Inga underarter finns listade i Catalogue of Life.